# Come Taste the Band
Albums de Deep Purple
Stormbringer
(1974) Perfect Strangers
(1984)
Singles
1. You Keep On Moving
Sortie : 1975 Europe
2. Gettin' Tighter
Sortie : 1976

Come Taste the Band est le dixième album studio du groupe britannique de hard rock Deep Purple. Il sort le 10 octobre 1975 sur le label Purple Records (Warner Bros. pour l'Amérique du Nord et le Japon) et est produit par Martin Birch et le groupe.
Il s'agit de l'unique album studio de la Mark IV du groupe, avec Tommy Bolin remplaçant Ritchie Blackmore à la guitare. C'est aussi le dernier album studio avant le retour du groupe en 1984 pour l'album Perfect Strangers qui réunit la formation classique du Mark II. 

## Historique
Lorsque Ritchie Blackmore quitte le groupe en juin 1975, il faut trouver un nouveau guitariste. Si des noms commence à circuler, Jeff Beck, Rory Gallagher, c'est Clem Clempson qui auditionne pour Deep Purple, mais il n'est pas retenu. Jon Lord pense à ce moment-là que c'est la fin de Deep Purple, avant que David Coverdale lui fasse écouter l'album Spectrum de Billy Cobham sur lequel joue un jeune guitariste, Tommy Bolin. Lord apprécie son jeu et le groupe invite Tommy à venir auditionner et est engagé aussitôt.
En juin et juillet, le groupe occupe les Pirate Sound Studios de Los Angeles pour travailler sur le nouvel album. Tommy Bolin apporte une grande quantité d'idées de musique, dont certaines comme  Lady Luck une chanson qu'avait écrite Jeff Cook pendant qu'ils faisaient partie d'Energy. Fin juillet, Bolin quitte momentanément le groupe pour finir son album solo, Teaser, un accord qui avait été pris entre les deux parties. 
Entre le 3 août et le premier septembre 1975, Deep Purple occupe les Musicland studios de Munich pour enregistrer l'album. Avant que l'album soit complété, Glenn Hughes se rend en Angleterre pour soigner sa dépendance à la cocaïne, et c'est Tommy Bolin qui joue de la basse et assure les chœurs sur le titre qui ouvre l'album, Comin'Home. L'album est mixé par Martin Birch et Ian Paice.
Cet album est fortement influencé par les compositions de Tommy Bolin et sa collaboration avec David Coverdale (ils signent cinq titres de l'album). Les influences funky de Hughes et jazzy/funk de Bolin sont très présentes sur l'album mais ce dernier est très orienté vers le hard rock. La chanson You keep On Moving a été écrite par Coverdale et Hughes lors des sessions pour l'album Burn mais n'avait pas été retenue à l'époque. Elle sort en single en Europe et au Japon, alors que Gettin'Tighter sort en single aux États-Unis.
Le disque se classe à la 19e place des charts britanniques et à la 43e place du Billboard 200 américain.
La tournée qui suit est la première et la dernière de cette formation, elle se termine à Liverpool le 15 mars 1976 par un show catastrophique (les fans hurlant "Where is Ritchie"). Minés par les problèmes de drogue de Tommy Bolin (héroïne) et Glenn Hughes (cocaïne), le groupe se sépare. 
Tommy Bolin décède d'une overdose le 3 décembre 1976 à Miami.

## Titres

### Album original

#### Face 1
| No | Titre           | Auteur                            | Chant                   | Durée |
| -- | --------------- | --------------------------------- | ----------------------- | ----- |
| 1. | Comin' Home     | Tommy Bolin, Coverdale, Ian Paice | Coverdale               | 3:55  |
| 2. | Lady Luck       | Jeff Cook, Coverdale              | Coverdale               | 2:48  |
| 3. | Gettin' Tighter | Bolin, Glenn Hughes               | Hughes                  | 3:37  |
| 4. | Dealer          | Bolin, Coverdale                  | Coverdale, Bolin (pont) | 3:50  |
| 5. | I Need Love     | Bolin, Coverdale                  | Coverdale               | 4:23  |

#### Face 2
| No | Titre                          | Auteur                  | Chant                 | Durée |
| -- | ------------------------------ | ----------------------- | --------------------- | ----- |
| 6. | Drifter                        | Bolin, Coverdale        | Coverdale             | 4:02  |
| 7. | Love Child                     | Bolin, Coverdale        | Coverdale             | 3:08  |
| 8. | This Time Around / Owed To "G" | Bolin, Hughes, Jon Lord | Hughes / instrumental | 6:10  |
| 9. | You Keep On Moving             | Coverdale, Hughes       | Coverdale & Hughes    | 5:19  |

### Éditions Double CD – 35th Anniversary

#### CD 1 (Album original remasterisé)
1. Comin' Home  – 3:54
2. Lady Luck  – 2:48
3. Gettin' Tighter  – 3:36
4. Dealer  – 3:53
5. I Need Love  – 4:24
6. Drifter  – 4:05
7. Love Child  – 3:07
8. This Time Around / Owed to 'G'  – 6:13
9. You Keep on Moving  – 5:22

#### CD 2 (2010 Kevin Shirley Remixes)
1. Comin' Home - 4:08
2. Lady Luck - 2:46
3. Gettin' Tighter - 4:23
4. Dealer - 3:55
5. I Need Love - 5:16
6. You Keep on Moving  – 5:18
7. Love Child  – 3:05
8. This Time Around - 3:24
9. Owed to 'G'    – 2:56
10. Drifter  – 3:59

##### Bonus tracks (previously unreleased)
1. Bolin/Paice Jam (Bolin, Paice) – 5:47

## Musiciens
- David Coverdale : chant sauf sur Gettin' Tighter & This Time Around, guitare acoustique
- Tommy Bolin : guitares, basse sur Comin' Home, chant sur Dealer, chœurs
- Glenn Hughes : basse sauf sur Comin' Home, chant sur Gettin' Tighter, This Time Around et Owed to 'G' , chœurs
- Jon Lord : orgue Hammond B3, piano électrique, synthétiseurs
- Ian Paice : batterie, percussions

## Charts et certification
| Pays             | Durée du classement | Meilleur classement |
| ---------------- | ------------------- | ------------------- |
| Allemagne        | 4 semaines          | 29e                 |
| États-Unis       | 14 semaines         | 43e                 |
| Italie           | -                   | 7e                  |
| Norvège          | 11 semaines         | 6e                  |
| Nouvelle-Zélande | 9 semaines          | 6e                  |
| Pays-Bas         | 6 semaines          | 12e                 |
| Royaume-Uni      | 4 semaines          | 19e                 |
| Suède            | 5 semaines          | 16e                 |

| Pays        | Certification | Ventes   | Date       |
| ----------- | ------------- | -------- | ---------- |
| Royaume-Uni | Argent        | 60 000 + | 01/11/1975 |